# Житомирська агломерація
Житомирська агломерація — агломерація з центром у місті Житомир.
- міста: Житомир, Бердичів
- райони: Бердичівський, Житомирський

До її складу також входять смт. Гуйва, Новогуйвинське, Озерне та села.